# Kouyou
Kouyou är ett vattendrag i Kongo-Brazzaville, ett biflöde till Likouala-Mossaka. Det rinner genom departementen Cuvette-Ouest och Cuvette, i den centrala delen av landet, 400 km norr om huvudstaden Brazzaville.